# Frederikke
Frederikke est un prénom féminin danois.

## Prénom
- Pour l'ensemble des articles sur les personnes portant ce prénom, consulter :
  - la liste des articles dont le titre commence par ce prénom
  - les listes produites par Wikidata : Liste des personnes de prénom « Frederikke » — même liste en incluant les éventuels prénoms composés qui contiennent « Frederikke ».
- Frederikke Aspöck (née en 1974), réalisatrice danoise
- Frederikke Dannemand (en) (1790-1862), maîtresse de Frédéric VI du Danemark
- Frederikke Federspiel (1839-1913), photographe danoise
- Frederikke Gulmark (en) (née en 1992), joueuse danoise de handball
- Frederikke Dahl Hansen (née en 1994), actrice danoise
- Martha Frederikke Johannessen (en) (1907-1973), femme politique norvégienne
- Frederikke Løvenskiold (en) (1785-1876), compositrice danoise
- Frederikke Sofie (en) (née en 1997), mannequin danoise
- Frederikke Thøgersen (née en 1995), joueuse danoise de football

## Référence
1. ↑  (en) « 10th Century Frisian Masculine Names », sur heraldry.sca.org (consulté le 28 décembre 2017)